# Limey-Remenauville
Limey-Remenauville è un comune francese di 210 abitanti situato nel dipartimento della Meurthe e Mosella nella regione del Grand Est.

## Società

### Evoluzione demografica
Abitanti censiti